# جفری کیپسانگ
جفری کیپسانگ (انگلیسی: Geoffrey Kipsang؛ زادهٔ ۲۲ نوامبر ۱۹۹۲) یک دونده دو صحرانوردی و دونده دو استقامت اهل کنیا است. از افتخارات وی میتوان به کسب مدال نقره دو ۱۰۰۰۰ متر در ۲۰۱۵ پکن اشاره کرد.